# Heteropsammia
Heteropsammia is een geslacht van koralen uit de familie van de Dendrophylliidae.

## Soorten
- Heteropsammia cochlea (Spengler, 1781)
- Heteropsammia eupsammides (Gray, 1849)
- Heteropsammia moretonensis Wells, 1964